# Andrijana Tatar
Andrijana Tatar (n. 10 decembrie 1995, în Cetinje) este o handbalistă din Muntenegru care evoluează pe postul de pivot pentru clubul românesc CS Minaur Baia Mare.
Anterior, în sezonul 2023-2024, ea a evoluat pentru altă echipă românească CS Dacia Mioveni 2012.

## Palmares
- Liga Campionilor:
  - Calificări: 2016, 2019, 2020

- Cupa Cupelor:
  - Turul 3: 2016

- Liga Europeană:
  - Grupe: 2021
  - Turul 3: 2022
  - Turul 2: 2023

- Cupa EHF:
  - Turul 3: 2019, 2020
  - Turul 1: 2017

- Cupa Challenge:
  - Optimi de finală: 2018

- Campionatul Serbiei:
  -  Câștigătoare: 2019, 2020
  -  Medalie de bronz: 2016, 2018

- Cupa Serbiei:
  -  Câștigătoare: 2020
  -  Medalie de argint: 2017, 2019
  - Semifinalistă: 2016

- Supercupa Serbiei:
  -  Câștigătoare: 2019
  -  Medalie de argint: 2018

- Campionatul Poloniei:
  -  Medalie de argint: 2022, 2023
  -  Medalie de bronz: 2021

- Cupa Poloniei:
  -  Medalie de argint: 2021